# ياسين أنور
ياسين أنور (بالإنجليزية: Yasin Anwar)‏ هو مصرفي باكستاني، ولد في 31 مارس 1951 في كراتشي في باكستان.